# 1400 هـ
1400 هـ هي سنة في التقويم الهجري امتدت مقابلةً في التقويم الميلادي بين سنتي 1979 و1980.

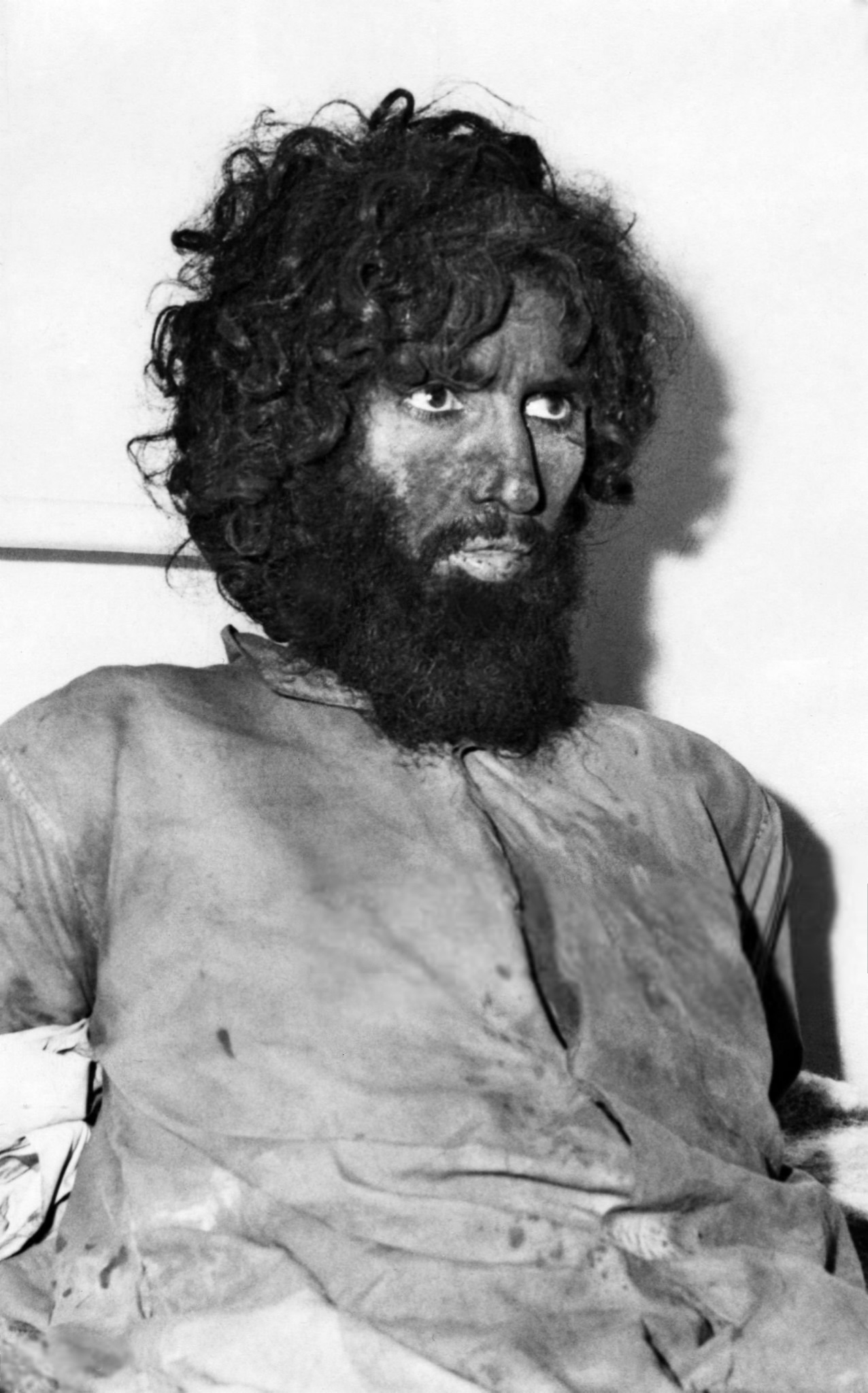
جهيمان العتيبي

## أحداث
- هاجم جهيمان العتيبي المسجد الحرام في غرّة محرّم من العام 1400 هـ، الموافق 20 نوفمبر 1979 م لمدة 16 يوم انتهت بالقبض عليه (انظر حادثة الحرم المكي (1979)).

## مواليد
- موسى يحيى محرق
- ساري عرابي
- عبد الجليل الحافظ
- فاطمة الطباخ
- مها الصغير
- مها محمد
- هدى إبراهيم
- ياسر الدوسري

## وفيات
- آخوند مالك
- إبراهيم العياشي
- إغناطيوس يعقوب الثالث
- جهيمان العتيبي
- حمد بن سعود الخنجري
- سلاف بن مفضي البهيمة
- سهراب سبهري
- علي الخاقاني
- عيسى عبده
- محمد طاهر الكردي
- محمود أبو الوفا
- يحيى خان
- أحمد الشرباصي
- محمد جواد مغنية
- 27 جمادي الأول - موسى كاظم بك - قائد عسكري ووزير وسياسي عراقي.
- 19 شعبان - فواز بن سعود بن عبد العزيز آل سعود.
- 15 رمضان - وفاة محمد رضا بهلوي في مصر.
- أومبرتو ريتستانو
- 1 ذو الحجة - سعد صايل - رئيس أركان قوات الثورة الفلسطينية في لبنان.